# Pi-binding

De vorming van een pi-binding door zijdelingse overlap van 2 p-orbitalen.

Een pi-binding of π-binding is een vorm van covalente binding tussen twee atomen. De pi-binding wordt gevormd door de orbitaaloverlap van twee atomaire orbitalen tot een moleculair orbitaal, waarbij de bindingsas in een nodaal vlak ligt en de elektronendichtheid langs de bindingsas tussen beide atoomkernen aldus een discontinuïteit vertoont. Een pi-binding komt namelijk tot stand door de zijdelingse overlap van p- of d-atoomorbitalen, in de ruimte boven en onder de sigma-binding. De picturale voorstelling van een pi-binding kent daarom 2 loben, die aangeven waar de probabiliteit van de pi-elektronen het hoogst is.
Deze vorm van binding tussen atomen wordt vooral aangetroffen in de organische chemie tussen koolstofatomen in onverzadigde verbindingen. Niet zelden wordt een pi-binding als synoniem voor dubbele binding gebruikt, maar dat is niet geheel correct. Een dubbele binding is immers de samengang van een sigma- en een pi-binding.

## Pi-binding in etheen
De pi-binding in etheen (C2H4) komt tot stand door de overlap van de twee p-orbitalen op koolstof, die overblijven nadat een s- en 2 p-orbitalen reeds gehybridiseerd zijn om de 3 sigma-bindingen te vormen (twee naar waterstof en één naar het andere koolstofatoom). Het resultaat van deze overlap is de vorming van twee moleculaire orbitalen, een bindend (aangeduid als π) en antibindend (aangeduid als π*). Deze kunnen ook picturaal worden voorgesteld:
|                             |                                 |
| Bindend moleculair orbitaal | Antibindend moleculair orbitaal |

## Pi-bindingen in ethyn
Tussen koolstof kan ook een tweede pi-binding gevormd worden. In ethyn (C2H2) zijn beide koolstofatomen sp-gehybridiseerd. Dit betekent dat zij elk nog 2 p-orbitalen ter beschikking hebben. Beide p-orbitalen staan loodrecht op elkaar. Door overlap wordt een twee en derde covalente binding gevormd (naast de reeds aanwezige sigma-binding, die ontstaat door overlap met de sp-gehybridiseerde orbitalen op koolstof). Het resultaat van de sigma- en twee pi-bindingen is een drievoudige binding tussen beide koolstofatomen.

## Bindingssterkte
De pi-binding is een zwakker type binding, omdat de overlap niet zo efficiënt is als bij een sigma-binding. De overlap heeft namelijk tot gevolg dat de elektronendensiteit zich niet tussen de atoomkernen van de bindende atomen bevindt, maar net erboven en eronder. Zo bedraagt de bindingsenergie van een dubbele binding (sigma-binding en pi-binding samen) tussen twee koolstofatomen 614 kJ/mol, terwijl dat bij een enkele binding (een sigma-binding) 348 kJ/mol is. 
Pi-bindingen tussen zwaardere elementen treden moeilijk op, omdat de overlap dan vrijwel nihil is. Vooral de aanwezigheid van extra knoopvlakken levert met name tussen elementen uit verschillende perioden problemen op. Zo komt siliciumdioxide (silicium periode 3, zuurstof periode 2) niet voor als een structuur vergelijkbaar met koolstofdioxide (met twee dubbele bindingen, beide elementen in periode 2), maar wel als silicium-zuurstof-sigma-bindingen die volgens een tetraëder zijn gerangschikt.